# François-Auguste Gevaert

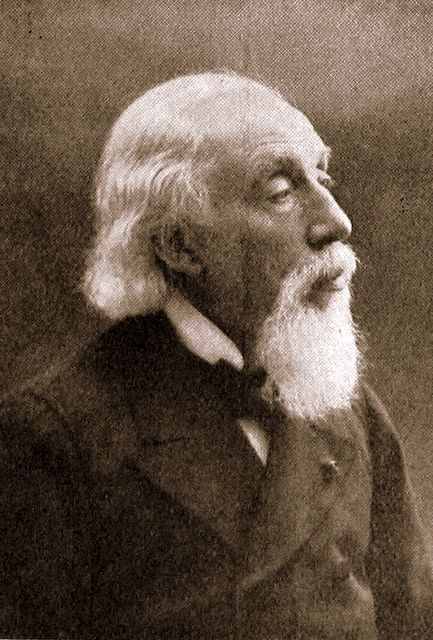

François-Auguste Gevaert, född 30 juli 1828, död 24 december 1908, var en belgisk musikhistoriker och tonsättare. Han var svärfar till konsthistorikern Hippolyte Fierens-Gevaert.
Gevaert var elev vid konservatoriet i Gent och organist vid jesuitkyrkan där. Han studerade i Frankrike, Spanien, Italien och Tyskland. Gevaert slog sig ned i Paris, där han hastigt blev känd som operakompositör och blev 1867 dirigent vid stora operan. Vid krigsutbrottet 1870 återvände han till Bryssel, där han 1871 blev François-Joseph Fétis efterträdare som direktör för konservatoriet och samtidigt hovkapellmästare. Utom operor skrev han kyrkliga verk, kantater, körkompositioner och sånger. Gavaerts huvudintresse var dock musikhistorien. Han skrev flera värdefulla arbeten om antik och tidigmedeltida musik såsom Histoire et théorie de la musique de l'antiquité (1875-1881), Les origines du chant liturgique (1890) samt La mélopée antique dans le chant de l'église latine (1895). Gevaert skrev även teoretiska verk och en instrumentationslära. Han blev ledamot av Kungliga Musikaliska Akademien 1879.